# Islamisk Trossamfund
La Società Islamica in Danimarca (danese: Islamisk Trossamfund) è un'organizzazione religiosa musulmana danese guidata da Ahmad Abu Laban, che ha giocato un ruolo significativo nel portare all'attenzione della comunità islamica internazionale la controversia legata alle caricature di Maometto sullo Jyllands-Posten, distribuendo un dossier di 43 pagine, al fine di informare il Medio Oriente riguardo alle vignette.
L'organizzazione sostiene che tutti i musulmani in Danimarca sono suoi membri, a prescindere che l'abbiano o meno dichiarato esplicitamente (nel 2005 c'erano circa 180 000 musulmani in Danimarca). Ogni venerdì l'organizzazione predispone sessioni settimanali di preghiera, che vengono regolarmente frequentate da oltre 500 persone.
Ahmad Abu Laban era una persona non grata negli Emirati Arabi Uniti e in Egitto a causa delle sue opinioni islamiste. Abu Laban morì il 1º febbraio 2007, all'età di 60 anni.
Il probabile successore di Laban, Mostafa Chendid, ha suscitato una considerevole controversia pubblica in Danimarca a causa della sua convinzione che le donne musulmane, e parimenti quelle non musulmane, dovrebbero indossare un velo, sostenendo infatti che circa il 5-10% di tutti gli uomini non è in grado di controllare sé stesso quando si trova di fronte a donne senza il velo. Ha anche sottolineato che il velo serve come segnale che le donne "non sono in vendita", e che le protegge dagli stupri.